# Topolcsányi Laura
Topolcsányi Laura (Óbecse, 1971. –) vajdasági magyar színésznő, író.

## Életpályája
A vajdasági Óbecsén született és húszéves koráig ott is élt. 10 évesen írta az első darabot, amelyet az iskolai színjátszókör előadott és amelyben szerepelt is. Felvették az Újvidéki Művészeti Akadémia színész szakára, de tanulmányait félbehagyta. Különböző egyházi felekezetek tanaival foglalkozott. Szeged mellett egy hindu kolostorban töltött öt évet, a kommunában írni-olvasni tanította a gyerekeket és színházi előadásokat készített. Egerben a Kelemen László Színészképző Stúdió hallgatója volt. 
1998-tól az egri Gárdonyi Géza Színházban indult színészi pályája. 2002 és 2006 között a Veszprémi Petőfi Színházhoz szerződött. 2006-ban a szekszárdi Német Színházban, 2007-től a Nemzeti Kamara Színházban játszott. 2010-től a Soproni Petőfi Színház társulatának színésznője volt. 2012-től a Turay Ida Színház művésze. Színészi munkája mellett írásművek színpadi adaptációival, drámaírással, írással is foglalkozik.

„Öt-hat éve probléma volt az egészségemmel, egy ideig nem léphettem színpadra. Nehezen viseltem az ágyban fekvést így elkezdtem írogatni. Gyerekdarabokkal kezdtem, majd jöttek a felnőtteknek szólók…”

Színpadi szerzőként nyilatkozta: 

„Az anyaggyűjtés a leghosszabb folyamat. Amikor kialakul a drámai szerkezet, és megszületnek a karakterek,  befészkelik magukat a fejembe és önálló életre kelnek. Ha egy szerep hitelesre van gyúrva, akkor egyszerűen nem tud rosszul megszólalni, mert létezővé válik.”

2020-tól Veszprémben is játszik.
A magánéletben Bregyán Péter színművész társa, leányuk: Bregyán Sára Zora.

## Fontosabb színházi szerepei
- Carlo Goldoni: A komédiaszínház.... Első lány
- Joseph Stein – Jerry Bock: Hegedűs a háztetőn.... Cejtel nagymama
- Níkosz Kazandzákisz – Jerry Bock – John Kander – Fred Ebb: Zorba.... I. Moira
- Bertolt Brecht: A szecsuáni jólélek.... szereplő
- Albert Camus: Félreértés.... Mária
- Lev Nyikolajevics Tolsztoj – Kocsák Tibor – Miklós Tibor: Anna Karenina.... Nágyka
- Mark Twain: Tom Sawyer kalandjai.... Polly néni
- E. T. A. Hoffmann – Kapecz Zsuzsa – Gothár Péter: Diótörő.... Kéményseprő; Pösze gyerek I., félig egér (fogatlan)
- Grimm fivérek: Hófehérke és a hét törpe.... Szundi
- Alan Alexander Milne – Palásthy Bea: Titkos dalok - Micimackótól és barátaitól.... Nyuszi
- Rudyard Kipling – Topolcsányi Laura: A dzsungel könyve.... Csíl, a keselyű
- Pamela Gems: Piaf.... Madleine
- Lara De Mare: Égben maradt repülő.... Momone; Marinett Cerdan
- Hugo von Hofmannsthal: Akárki.... Adós felesége
- Thornton Wilder: Hello, Dolly!.... Ernestina
- William Somerset Maugham: Imádok férjhez menni.... Montmorency kisasszony
- Neil Simon: Furcsa pár.... Gwendolyn
- Neil Simon: Pletyka.... Claire Ganz
- Willy Russell Vértestvérek.... szereplő
- Katona József: Bánk bán.... Udvarhölgy
- Heltai Jenő: Tündérlaki lányok.... Olga
- Móricz Zsigmond: Pillangó.... Darabosné
- Tamási Áron: Vitéz lélek.... Panna
- Molnár Ferenc: Az üvegcipő.... Ilona
- Spiró György: Prah.... Nő
- Németh Ákos: Müller táncosai.... Rita
- Topolcsányi Laura: Szellem a spájzban.... Szelleműző, helyi ezoterikus
- Topolcsányi Laura: Segítség, én vagyok a feleségem!.... Terézia, Géza titkárnője
- Topolcsányi Laura – Berkes Gábor: Bubamara.... Róza, drámatanárnő
- Topolcsányi Laura – Berkes Gábor: Csakazértis szerelem.... Dezsavű
- Topolcsányi Laura: A férfiak a fejükre estek.... Fifi, Adél asszisztense
- Lázár Ervin: A legkisebb boszorkány.... Marilla
- Romhányi József: Hamupipőke.... Gyöngyike, Hétzsákné lánya
- Huszka Jenő: Gül Baba.... szereplő
- Hubay Miklós – Ránki György – Vas István: Egy szerelem három éjszakája.... Virágárus lány
- Várkonyi Mátyás – Miklós Tibor: Sztárcsinálók.... Locusta; Bővérű nővérek I.
- Tolcsvay László – Müller Péter – Müller Péter Sziámi: Isten pénze.... Mrs. Cratchit
- Thész János: Kötéltánc.... Feleség
- Báldi Mária: Térden állva jövök hozzád... Nusi nővér

## Bemutatott színpadi művei
- Topolcsányi Laura: A szeméthegyen túl ( Turay Ida színház, 2012)
- Topolcsányi Laura: A holló árnyékában (Turay Ida Színház, 2012)
- Rudyard Kipling – Topolcsányi Laura: A dzsungel könyve (Turay Ida Színház, 2012)
- Móra Ferenc – Topolcsányi Laura: A didergő király (Turay Ida Színház, 2013)
- Topolcsányi Laura: Szellem a spájzban (Turay Ida Színház, 2013)
- Topolcsányi Laura: Csillagok között (Turay Ida Színház, 2013)
- Topolcsányi Laura – Berkes Gábor: Csakazértis szerelem (Turay Ida Színház, 2014)
- Topolcsányi Laura – Berkes Gábor: Bubamara (Turay Ida Színház, 2014)
- Topolcsányi Laura: A toll (Újszínház, 2014)
- Topolcsányi Laura: Tündéria (Turay Ida Színház, 2014)
- Topolcsányi Laura: Doktornők (Turay Ida Színház, 2014)
- Topolcsányi Laura: Segítség, én vagyok a feleségem! (Turay Ida Színház, 2014)
- Hunyady Sándor – Topolcsányi Laura: A vöröslámpás ház (Turay Ida Színház, 2015)
- Topolcsányi Laura – A Mikulás manói (Turay Ida Színház, 2015)
- Topolcsányi Laura: "Köszönet mindenért..." (Turay Ida Színház, 2015)
- Topolcsányi Laura: Bepasiztunk (Madách Színház Stúdió, 2015)
- Topolcsányi Laura: Hamu és gyémánt(Turay Ida Színház, 2016)
- Topolcsányi Laura – Berkes Gábor: Ikrek előnyben (Turay Ida Színház, 2016)
- Topolcsányi Laura: Kávéház a Vén Fiákerhez (Turay Ida Színház, 2017)
- Topolcsányi Laura: „Rocknagyi” (Turay Ida Színház, 2017)
- Topolcsányi Laura: A férfiak a fejükre estek (Turay Ida Színház, 2017)
- Topolcsányi Laura: A medve nem játék! – Székely pajzán történetek (Turay Ida Színház, 2017)
- Szurdi Miklós – Topolcsányi Laura – Mátyássy Szabolcs: Talpra magyar! (Papp László Budapest Sportaréna, 2018)
- Topolcsányi Laura – Boros Ádám – Mátyássy Szabolcs: Az utolsó aleppói bohóc (Stúdió "K" Színház, Manna Produkció, 2019)
- Topolcsányi Laura – Berkes Gábor: Salsa, szivar, szerelem… (Turay Ida Színház, 2019)
- Topolcsányi Laura: Aladdin (Turay Ida Színház, 2021)
- Topolcsányi Laura: Macskakő (Zenthe Ferenc Színház, 2022)
- Topolcsányi Laura: Árva szörny (Veszprémi Petőfi Színház, 2022)
- Topolcsányi Laura: Hókirálynő (Turay Ida Színház, 2022)
- Topolcsányi Laura: Bakancslista (Turay Ida Színház, 2022)
- Topolcsányi Laura – Szomor György: Petőfifjú (Veszprémi Petőfi Színház, 2023)

## Rendezéseiből
- Spiró György: Prah (Bregyán Péterrel közösen)
- Bertolt Brecht – Kurt Weill: Koldusopera (Bregyán Péterrel közösen)[2]

## Filmek, tv
- Topolcsányi Laura: A medve nem játék! – Székely pajzán történetek  (A Turay Ida Színház előadásának tv-felvétele, 2019)